# Gunhild Fryklund
Gunhild Maria Fryklund, född 13 februari 1892 i Stora Kils församling, Värmlands län, död 16 maj 1970 i Karlstads domkyrkoförsamling, Karlstad, var en svensk målare och grafiker. 
Fryklund, som var dotter till konsthantverkaren Gustaf Fryklund och Josefina Nilsdotter, studerade konst för Otto Hesselbom 1911 samt några månader vid Valands målarskola i Göteborg, därefter hos Gustaf Fjæstad. Hennes konst består huvudsakligen av landskap, stadsbilder, interiörer, figurer samt porträtt i olja eller träsnitt.
Hon hade separatutställningar på Gummesons konstgalleri i Stockholm 1925 och 1940 samt tillsammans med Thor Fagerkvist och Paul Grundmark på Värmlands museum 1929. På Liljevalchs konsthall medverkade hon i utställningen Värmläningar med 22 verk. Fryklund finns representerad på Värmlands museum och Halmstads museum.